# 英格蘭足球代表丙隊
英格蘭足球代表丙隊（England C National Football Team，簡稱英格蘭C隊），前稱「英格蘭全國聯賽選手隊」（England National Game XI）及「英格蘭半職業足球代表隊」（England Semi-Pro national team），是代表英格蘭參加非聯賽級別國際賽的足球代表隊。於1979年以「英格蘭半職業足球代表隊」名義組成，代表球員來自英格蘭足球聯賽以外的球會，部份代表隊成員及後獲升級到更高級別的聯賽作賽。
英格蘭C隊的主場比賽安排在全國各地的聯賽或非聯賽球場上舉行。友誼賽會安排對賽來自其他國家的同級國家隊或代表隊，同時每年參加「四國邀請賽」（Four Nations Tournament）對抗蘇格蘭C隊、威爾斯C隊及直布羅陀代表隊。英格蘭C隊現時由前利物浦名宿保羅·科高夫（Paul Fairclough）執教。

## 歷任領隊
- 1979-1982年：侯活·韋健遜（Howard Wilkinson）
- 1997-2002年：約翰·奧雲斯（John Owens）
- 2002-2003年：Steve Avory
- 2003-現在：保羅·科高夫（Paul Fairclough）

## 著名球員
| - 儒尼奥尔·阿格格（Junior Agogo） - 马库斯·比格诺特（Marcus Bignot） - 安迪·毕肖普（Andy Bishop） - 乔治·博伊德（George Boyd） - 安迪·克拉克（Andy Clarke） - 丹尼·哥連斯（Danny Collins） - 保罗·弗隆（Paul Furlong） - 杰里·吉尔（Jerry Gill） | - 斯蒂夫·古皮（Steve Guppy） - 卡尔·霍雷（Karl Hawley） - 巴里·海尔斯（Barry Hayles） - 安迪·希辛赫拿（Andy Hessenthaler） - 泰利·協拔（Terry Hibbitt） - 李·休斯（Lee Hughes） - 史提夫·鍾斯（Steve Jones） - 迈克尔·凯特利（Michael Kightly） | - 克雷格·麦凯尔-史密斯（Craig Mackail-Smith） - 阿隆·麦克林（Aaron McLean） - 史提夫·摩利臣（Steve Morison） - 杜利華·碧克（Trevor Peake） - 斯科特·卡尔（Scott Kerr） - 加里·罗伯茨（Gary Roberts） - 阿倫·史密夫（Alan Smith） - 馬克·史汀生（Mark Stimson） |

## 榮譽
- 四國邀請賽（Four Nations Tournament）
  - 冠軍：1979年、1981年、1983年、2003年、2005年、2007年；
- 歐洲挑戰錦標（European Challenge Trophy）
  - 冠軍：2005年；

## 外部連結
- FA official site （页面存档备份，存于）
- The Four Nations Tournament - News & Information Site